# NÛK
NÛK ist ein grönländischer Fußballverein aus Nuuk.

## Geschichte
NÛK wurde 1934 gegründet und ist somit der zweitälteste Fußballverein Grönlands. Der Vereinsname ist keine Abkürzung, sondern der Name der Stadt in alter Rechtschreibung.
NÛK nahm 1954/55 an der ersten Ausgabe der Grönländischen Fußballmeisterschaft teil und wurde der erste grönländische Fußballmeister. 1959/60 erreichte der Verein das Viertelfinale oder das Halbfinale. In den Jahren danach scheiterte er in der Qualifikation. Erst 1973 ist NÛK wieder als Teilnehmer der Schlussrunde belegt, gewann aber nicht. Auch 1976 wurde der Verein Letzter in der Schlussrunde. 1978 wurde die Mannschaft Vizemeister und 1980 Vierter. 1981 gelang erneut die Qualifikation für die Schlussrunde. Der Verein erreichte und gewann das Halbfinale und wurde schließlich zum zweiten Mal Meister. In der Saison 1982 verlor die Mannschaft beide Spiele der Gruppenphase und wurde somit Letzter. 1984 erreichte sie den dritten Platz. 1985 und 1986 gewann NÛK zweimal in Folge die Meisterschaft. In den folgenden beiden Jahren reichte es jedoch nur für Plätze im Mittelfeld. 1989 nahm der Verein mit zwei Mannschaften teil, von denen die Erste sich für die Schlussrunde qualifizieren konnte und dort Dritter wurde. 1990 konnte sich die Erste Mannschaft erneut für die Schlussrunde qualifizieren und gewann zum fünften Mal die Meisterschaft, womit der Verein zum Vizerekordmeister GSS Nuuk aufrückte. 1991 nahm der Verein wieder mit zwei Mannschaften teil, von denen aber beide in der Zwischenrunde ausschieden, die Erste Mannschaft dabei als Tabellenletzter. 1992 gelang der Ersten Mannschaft wieder die Qualifikation für die Schlussrunde, wo sie Vierter wurde. In den folgenden Jahren schied die Mannschaft abwechselnd in der Qualifikation oder im Halbfinale aus. 1997 nahmen zwei Mannschaften teil, wobei sich die Zweite Mannschaft vor der Ersten qualifizieren konnte. Offenbar übernahm daraufhin aber die Erste Mannschaft den Startplatz der Zweiten und wurde am Ende zum sechsten Mal grönländischer Meister, womit der Verein zu Rekordmeister N-48 Ilulissat aufschloss. Im Folgejahr wurde NÛK Vizemeister. Die Jahre danach reichten nur noch zu Platzierungen im Mittelfeld. 2002 trat NÛK einmalig mit drei Mannschaften an. Die Erste Mannschaft konnte sich qualifizieren und belegte in der Schlussrunde den siebten Platz. Seither hat der Verein aufgrund der lokalen Konkurrenz die Qualifikation häufig verpasst. Einzig 2004, 2009, 2010, 2013, 2014 und 2018 reichte es noch für die Schlussrunde, wobei NÛK zweimal als Gastgeber automatisch qualifiziert war. Meist reichte es dabei nur zu Plätzen im Mittelfeld, der größte Erfolg war Platz 3 im Jahr 2013. NÛK ist der Verein mit den meisten bezeugten Teilnahmen an der Meisterschaft.

## Platzierungen bei der Meisterschaft
- 1954/55: unbekannt
- 1958: teilgenommen
- 1959/60: Viertelfinale oder Halbfinale
- 1963/64: nicht qualifiziert
- 1966/67: nicht qualifiziert
- 1967/68: nicht qualifiziert
- 1969: nicht qualifiziert
- 1970: nicht qualifiziert
- 1971: unbekannt
- 1972: unbekannt
- 1973: Platz 2/3/4 (von 4)
- 1974: unbekannt
- 1975: unbekannt
- 1976: Platz 4 (von 4)
- 1977: teilgenommen
- 1978: Platz 2 (von 4)
- 1979: unbekannt
- 1980: Platz 4 (von 6)
- 1981: Meister
- 1982: Platz 5/6 (von 6)
- 1983: unbekannt
- 1984: Platz 3 (von 6)
- 1985: Meister
- 1986: Meister
- 1987: Platz 5/6 (von 8)
- 1988: Platz 4 (von 8)
- 1989: Platz 3 (von 8) (Erste Mannschaft), nicht qualifiziert (Zweite Mannschaft)
- 1990: Meister (Erste Mannschaft), nicht qualifiziert (Zweite Mannschaft)
- 1991: nicht qualifiziert (Erste und Zweite Mannschaft)
- 1992: Platz 4 (von 6) (Erste Mannschaft), nicht qualifiziert (Zweite Mannschaft)
- 1993: nicht qualifiziert
- 1994: Platz 3 (von 6)
- 1995: nicht qualifiziert (Erste und Zweite Mannschaft)
- 1996: Platz 4 (von 8)
- 1997: Meister (Erste Mannschaft), nicht qualifiziert (Zweite Mannschaft)
- 1998: Platz 2 (von 8)
- 1999: Platz 4 (von 8)
- 2000: Platz 6 (von 8) (Erste Mannschaft), nicht qualifiziert (Zweite Mannschaft)
- 2001: Platz 4 (von 8)
- 2002: Platz 7 (von 8) (Erste Mannschaft), nicht qualifiziert (Zweite und Dritte Mannschaft)
- 2003: nicht qualifiziert
- 2004: Platz 6 (von 8)
- 2005: unbekannt
- 2006: unbekannt
- 2007: unbekannt
- 2008: nicht qualifiziert
- 2009: Platz 6 (von 8)
- 2010: Platz 4 (von 8)
- 2011: nicht qualifiziert
- 2012: unbekannt
- 2013: Platz 3 (von 8)
- 2014: Platz 6 (von 8)
- 2015: nicht qualifiziert
- 2016: nicht qualifiziert
- 2017: nicht qualifiziert
- 2018: Platz 4 (von 10)
- 2019: nicht qualifiziert
- 2020: nicht teilgenommen
- 2021: teilgenommen (nicht ausgetragen)
- 2022: nicht qualifiziert
- 2023: unbekannt
- 2024: von der Schlussrunde zurückgezogen